# Son Pinet
Son Pinet és una possessió al municipi mallorquí de Santa Maria del Camí, situada entre Son Credo, Son Torrella, Son Berenguer, Can Gener, Son Lluc i Son Verdera. Està situat a un coster del Puig de Son Agulla o de Son Verdera. Les cases han estat reformades. Conserven una teula pintada.